# Bianca Del Carretto
Bianca Del Carretto (Rapallo, 28 agosto 1985) è un'ex schermitrice italiana, specializzata nella spada. Ha vinto una medaglia d'oro ai Campionati mondiali di scherma e due medaglie d'oro ai Campionati europei.

## Palmarès

### Risultati élite
In carriera ha ottenuto i seguenti risultati:
Mondiali
Individuale
-
A squadre
 Oro nella spada a Antalya 2009
 Bronzo nella spada a Catania 2011
 Bronzo nella spada a Kazan' 2014
Mondiali militari
Individuale
- Argento nella spada a Grosseto 2005

A squadre
- Oro nella spada a Grosseto 2005

Europei
Individuale
 Oro nella spada a Strasburgo 2014
 Bronzo nella spada a Kiev 2008
A squadre
 Oro nella spada a Gand 2007
 Argento nella spada a Lipsia 2010
 Bronzo nella spada a Bourges 2003
 Bronzo nella spada a Kiev 2008
 Bronzo nella spada a Strasburgo 2014
 Bronzo nella spada a Montreux 2015
Italiani
Individuale
- Oro nella spada a Livorno 2011
- Argento nella spada a Napoli 2007
- Bronzo nella spada a Jesi 2008
- Bronzo nella spada a Siracusa 2010
- Bronzo nella spada a Trieste 2013

A squadre
- Oro nella spada a Tivoli 2009
- Argento nella spada a Livorno 2011
- Bronzo nella spada a Napoli 2007
- Bronzo nella spada a Jesi 2008
- Bronzo nella spada a Siracusa 2010
- Bronzo nella spada a Trieste 2013
- Bronzo nella spada a Acireale 2014

### Risultati giovani
Mondiali giovani
Individuale
- Argento nella spada a Plovdiv 2004

A squadre
- Argento nella spada ad Adalia 2002
- Bronzo nella spada a Linz 2005

Europei giovani
Individuale
- Argento nella spada a Parenzo 2003

A squadre
- Oro nella spada a Conegliano 2002
- Bronzo nella spada a Parenzo 2003